# Lachambre
Cet article concerne la commune de Moselle. Pour la commune de Savoie, voir La Chambre (Savoie).
Pour les articles homonymes, voir Lachambre (homonymie).
Lachambre est une commune française située dans le département de la Moselle en région Grand Est et le bassin de vie de la Moselle-Est.

## Géographie

### Communes limitrophes
| Macheren  | Macheren      | Macheren |
| Valmont   | Lachambre     | Macheren |
| Altviller | Vahl-Ebersing | Biding   |

### Composition
La commune de Lachambre comprend :
- Lachambre, le village proprement dit ;
- Holbach, une annexe, ancienne commune rattachée à Lachambre en 1811 ;
- Lachambre-Gare, un quartier à proximité de la gare SNCF de Valmont-Saint-Avold ;
- La ferme de Leyviller, un domaine agricole entre Holbach et Biding.

### Hydrographie

#### Réseau hydrographique
La commune est située dans le bassin versant du Rhin au sein du bassin Rhin-Meuse. Elle est drainée par la Nied Allemande et le ruisseau le Weihergraben.
La Nied allemande, d'une longueur totale de 57,9 km, prend sa source dans la commune de Guenviller et se jette  dans la Nied à Condé-Northen, après avoir traversé 23 communes.

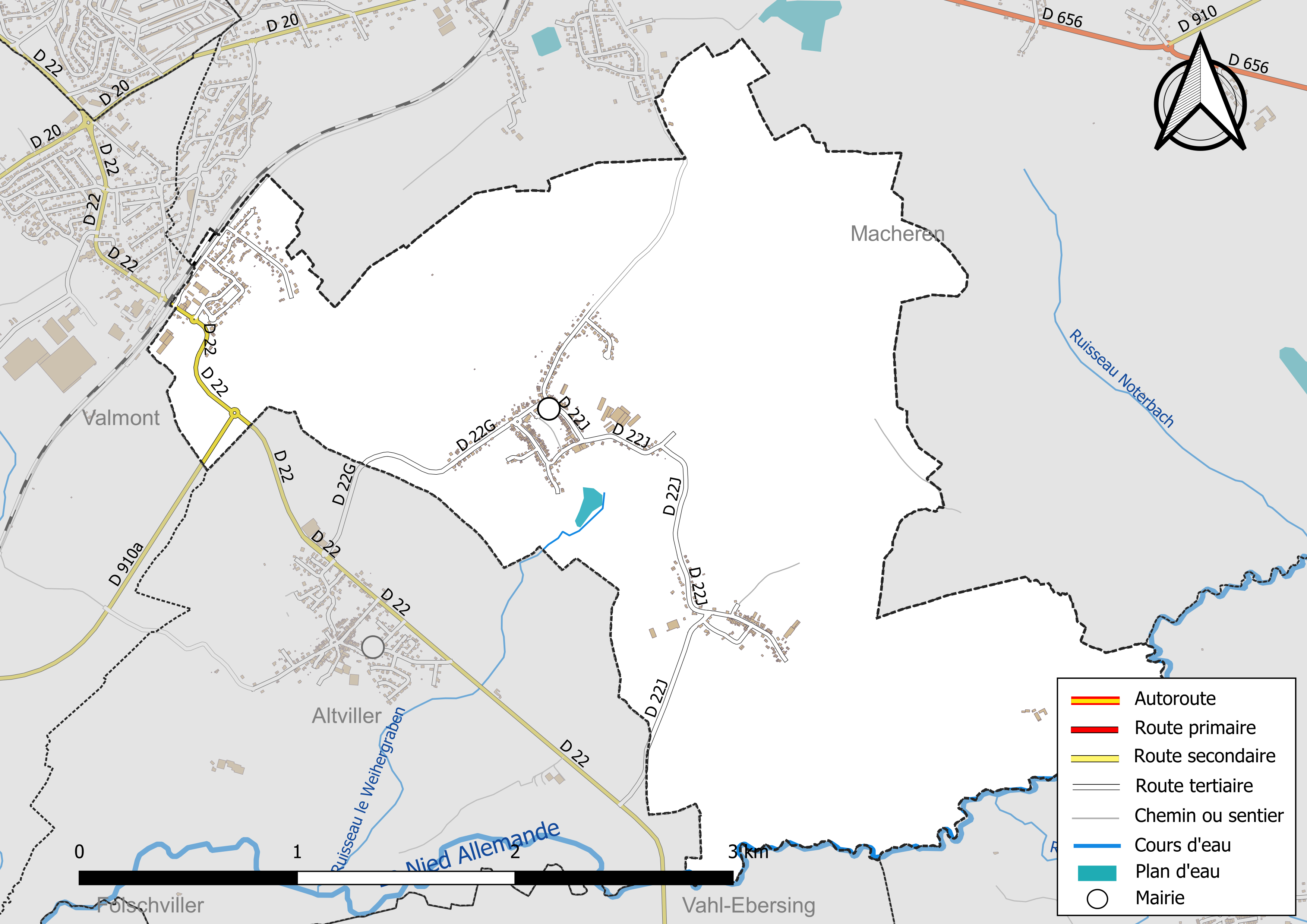
Réseaux hydrographique et routier de Lachambre.

#### Gestion et qualité des eaux
Le territoire communal est couvert par le schéma d'aménagement et de gestion des eaux (SAGE) « Bassin Houiller ». Ce document de planification, dont le territoire est approximativement délimité par un triangle formé par les villes de Creutzwald, Faulquemont et Forbach, d'une superficie de 576 km2, a été approuvé le 27 octobre 2017. La structure porteuse de l'élaboration et de la mise en œuvre est la région Grand Est. Il définit sur son territoire les objectifs généraux d’utilisation, de mise en valeur et de protection quantitative et qualitative des ressources en eau superficielle et souterraine, en respect des objectifs de qualité définis dans le SDAGE  du Bassin Rhin-Meuse.
La qualité des eaux des principaux cours d’eau de la commune, notamment de la Nied Allemande, peut être consultée sur un site spécial géré par les agences de l’eau et l’Agence française pour la biodiversité. 

### Climat
Pour des articles plus généraux, voir Climat du Grand Est et Climat de la Moselle.
En 2010, le climat de la commune est de type climat des marges montargnardes, selon une étude du Centre national de la recherche scientifique s'appuyant sur une série de données couvrant la période 1971-2000. En 2020, Météo-France publie une typologie des climats de la France métropolitaine dans laquelle la commune est exposée à un climat semi-continental et est dans la région climatique  Lorraine, plateau de Langres, Morvan, caractérisée par un hiver rude (1,5 °C), des vents modérés et des brouillards fréquents en automne et hiver. 
Pour la période 1971-2000, la température annuelle moyenne est de 9,6 °C, avec une amplitude thermique annuelle de 16,9 °C. Le cumul annuel moyen de précipitations est de 882 mm, avec 12 jours de précipitations en janvier et 9,6 jours en juillet. Pour la période 1991-2020, la température moyenne annuelle observée sur la station météorologique de Météo-France la plus proche, « Seingbouse », sur la commune de Seingbouse à 7 km à vol d'oiseau, est de 10,5 °C et le cumul annuel moyen de précipitations est de 731,4 mm. 
La température maximale relevée sur cette station est de 37,9 °C, atteinte le 25 juillet 2019 ; la température minimale est de −17 °C, atteinte le 20 décembre 2009,,. 
Les paramètres climatiques de la commune ont été estimés pour le milieu du siècle (2041-2070) selon différents scénarios d'émission de gaz à effet de serre à partir des nouvelles projections climatiques de référence DRIAS-2020. Ils sont consultables sur un site spécial publié par Météo-France en novembre 2022.

## Urbanisme

### Typologie
Au 1er janvier 2024, Lachambre est catégorisée bourg rural, selon la nouvelle grille communale de densité à sept niveaux définie par l'Insee en 2022.
Elle est située hors unité urbaine. Par ailleurs la commune fait partie de l'aire d'attraction de Saint-Avold (partie française), dont elle est une commune de la couronne,. Cette aire, qui regroupe 28 communes, est catégorisée dans les aires de moins de 50 000 habitants,.

### Occupation des sols
L'occupation des sols de la commune, telle qu'elle ressort de la base de données européenne d’occupation biophysique des sols Corine Land Cover (CLC), est marquée par l'importance des territoires agricoles (84,9 % en 2018), en diminution par rapport à 1990 (87,5 %). La répartition détaillée en 2018 est la suivante : 
terres arables (50,2 %), prairies (34,7 %), forêts (7,3 %), zones urbanisées (6,5 %), zones industrielles ou commerciales et réseaux de communication (1,3 %). L'évolution de l’occupation des sols de la commune et de ses infrastructures peut être observée sur les différentes représentations cartographiques du territoire : la carte de Cassini (XVIIIe siècle), la carte d'état-major (1820-1866) et les cartes ou photos aériennes de l'IGN pour la période actuelle (1950 à aujourd'hui).

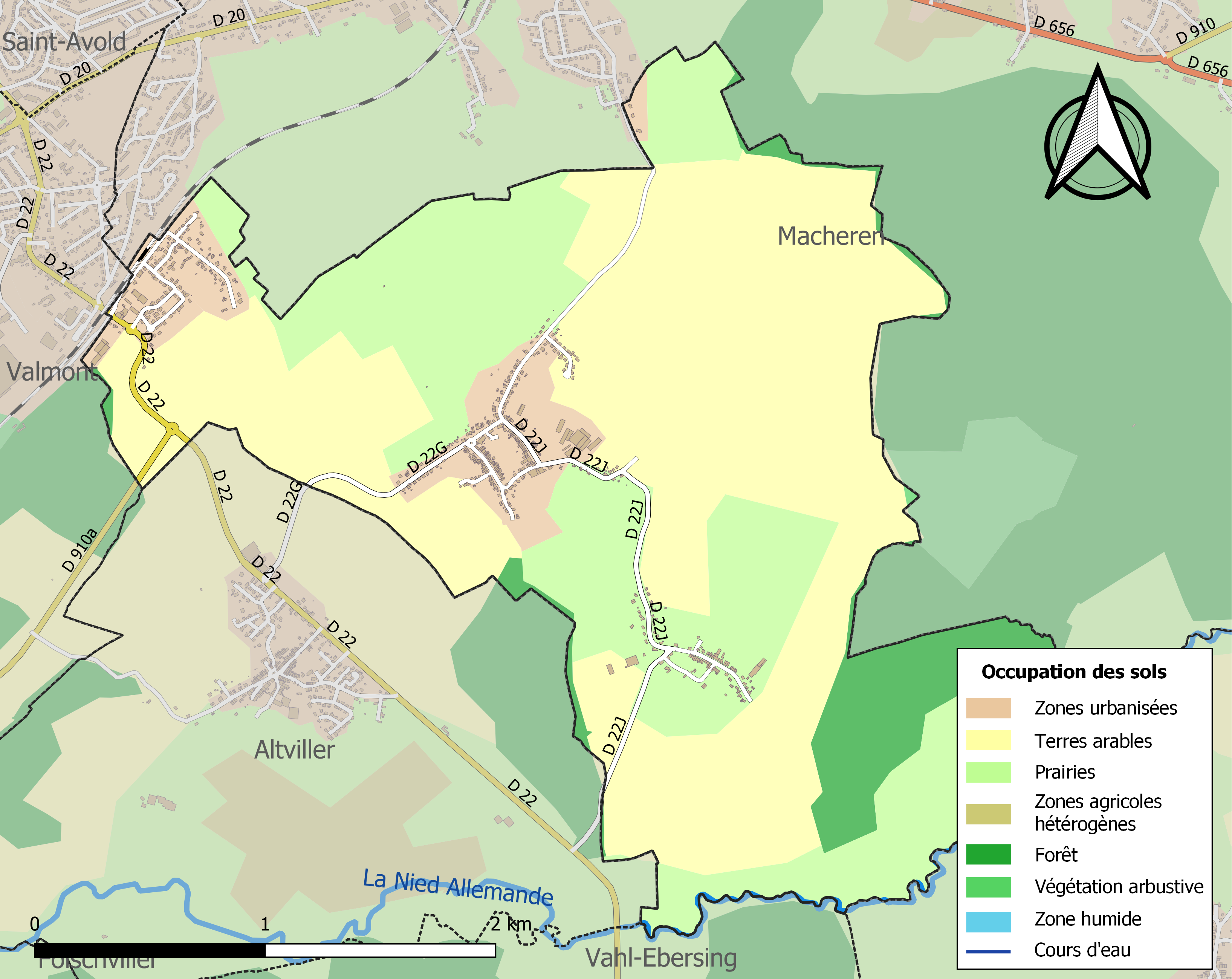
Carte des infrastructures et de l'occupation des sols de la commune en 2018 (CLC).

## Toponymie
- Lachambre : Du germanique kammer "chambre"[16]: Cameren (1594), Cammeren (1599), Camera (1606), La Chambre (1751)[17]. Kammern (1871-1918)[18], Kammeren en allemand du pays[19].
- Leyviller :  Leywillerost (1606), Villershols ou Leywillerost (XVIIIe siècle), Levilhershost/Levillershoft/Levilerhof/Villerhof (1756), Leyweillerhof (sans date), Leuvilherhoff (carte Cassini), Layviller (carte de l'état-major). Leiwiller en francique lorrain.

## Histoire
- Village fondé en 1586 par le duc Charles III de Lorraine dans les bois de la Fresne.
- Dépendait de l'ancienne province de Lorraine.
- Sous l'occupation allemande de 1871 à 1918 et de nouveau de 1940 à 1944, son nom Lachambre est germanisé en Kammern.

### Évacuation en 1939-1940
Le 1er septembre 1939, soit deux jours avant la déclaration de guerre, les habitants de Lachambre avec ceux d'Altviller se rendirent par leurs propres moyens à la gare de Chambrey, au sud de Château-Salins, d'où ils continuèrent en chemin de fer. Le lieu d'évacuation prévu par les autorités était la commune de Rouffiac, mais après plusieurs jours le convoi fut stoppé en Normandie et la plupart des familles s'installèrent à Cabourg. Ce n'est qu'en octobre 1940 qu'ils revinrent dans leur village.

## Politique et administration
| Période                                  | Période   | Identité         | Étiquette | Qualité                    |
| ---------------------------------------- | --------- | ---------------- | --------- | -------------------------- |
| 1947                                     | 1959      | Adolphe Ludmann  |           |                            |
| 1959                                     | 1971      | Pierre Worms     |           |                            |
| 1971                                     | 1995      | Laurent Bousch   |           | Maire honoraire            |
| 1995                                     | 2014      | Simone Hamann    |           | Maire honoraire            |
| 2014                                     | 2020      | Aloyse Laurent   |           |                            |
| juin 2020                                | déc 2020  | Christine Hamann |           | Démissionnaire             |
| déc 2020                                 | juin 2021 | Sébastien Clamme |           | 1er Adjoint-Maire intérim. |
| juin 2021                                | En cours  | Sébastien Clamme |           |                            |
| Les données manquantes sont à compléter. |           |                  |           |                            |

## Démographie
L'évolution du nombre d'habitants est connue à travers les recensements de la population effectués dans la commune depuis 1800. Pour les communes de moins de 10 000 habitants, une enquête de recensement portant sur toute la population est réalisée tous les cinq ans, les populations de référence des années intermédiaires étant quant à elles estimées par interpolation ou extrapolation. Pour la commune, le premier recensement exhaustif entrant dans le cadre du nouveau dispositif a été réalisé en 2006.

En 2022, la commune comptait 913 habitants, en évolution de +1,67 % par rapport à 2016 (Moselle : +0,52 %, France hors Mayotte : +2,11 %).
| 1800 | 1806 | 1821 | 1836 | 1841 | 1861 | 1866 | 1871 | 1875 |
| ---- | ---- | ---- | ---- | ---- | ---- | ---- | ---- | ---- |
| 250  | 268  | 501  | 622  | 565  | 533  | 519  | 510  | 484  |

| 1880 | 1885 | 1890 | 1895 | 1900 | 1905 | 1910 | 1921 | 1926 |
| ---- | ---- | ---- | ---- | ---- | ---- | ---- | ---- | ---- |
| 454  | 456  | 404  | 426  | 443  | 440  | 436  | 419  | 420  |

| 1931 | 1936 | 1946 | 1954 | 1962 | 1968 | 1975 | 1982 | 1990 |
| ---- | ---- | ---- | ---- | ---- | ---- | ---- | ---- | ---- |
| 399  | 407  | 370  | 444  | 478  | 473  | 503  | 616  | 682  |

| 1999 | 2006 | 2011 | 2016 | 2021 | 2022 | - | - | - |
| ---- | ---- | ---- | ---- | ---- | ---- | - | - | - |
| 731  | 710  | 805  | 898  | 919  | 913  | - | - | - |

## Économie

### Technologie de communication
Depuis mai 2014, le haut débit est accessible grâce à la fibre optique mise en place par la communauté de communes du Pays Naborien y compris dans le quartier de la gare depuis le 10 septembre 2021.

## Culture locale et patrimoine

### Lieux et monuments

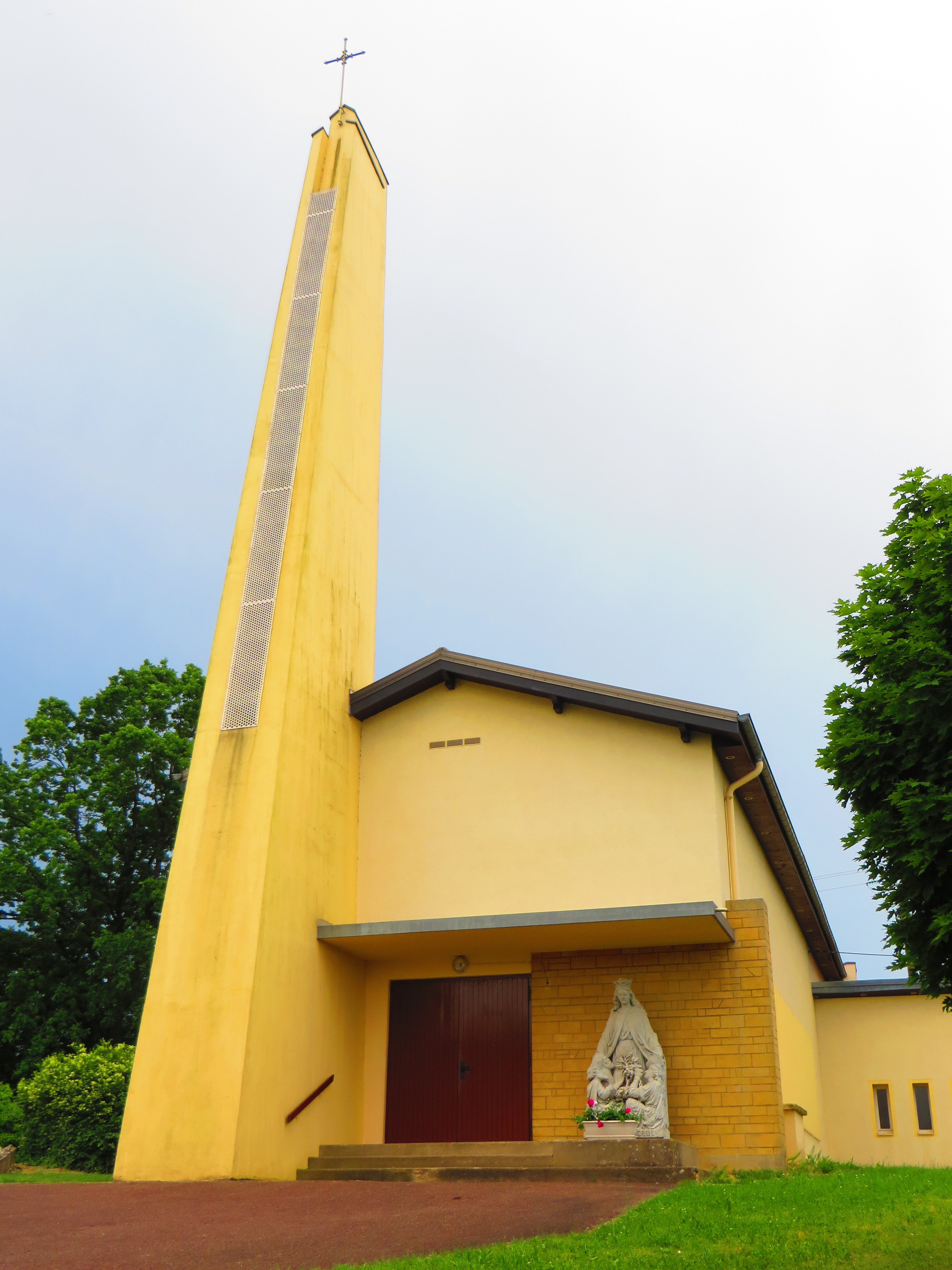
Chapelle Notre-Dame-de-la-Merci de Holbach.

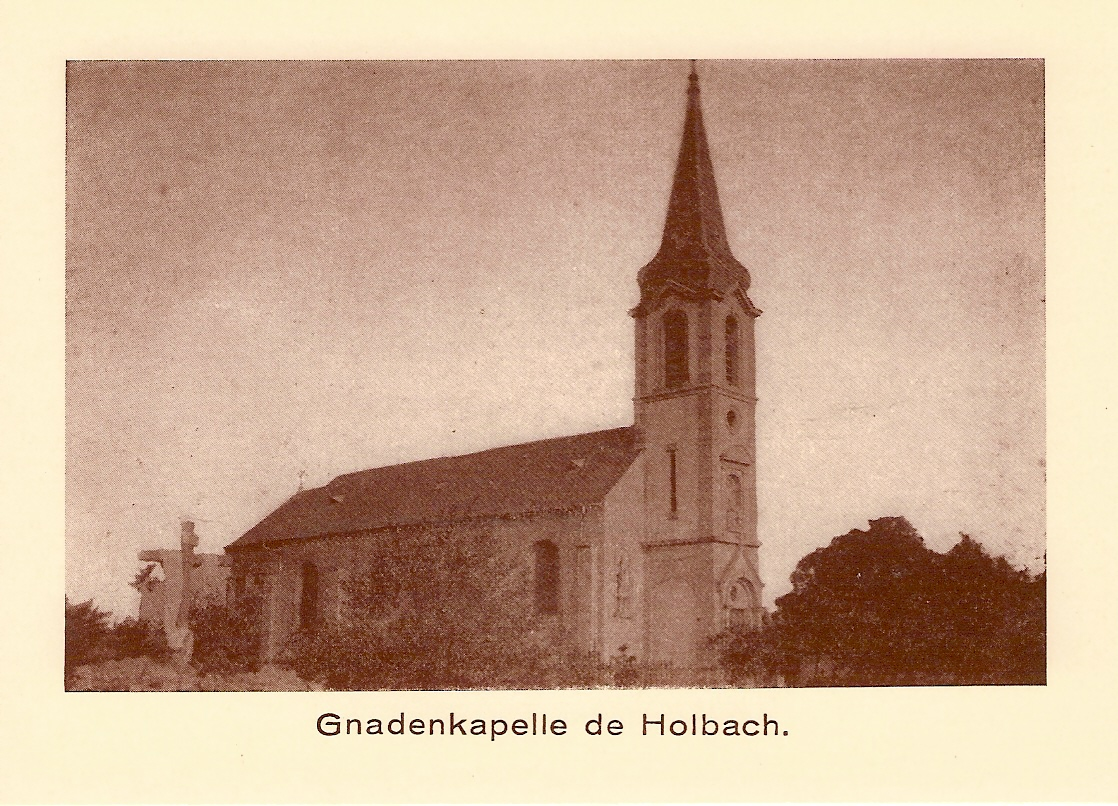
L'ancienne chapelle de Holbach (détruite en 1940/41).

- L'église paroissiale, dédiée à saint Martin. Nef et chœur reconstruits en 1751 ; nef allongée en 1831-1833 au moment de la construction de la tour clocher ; clocher transformé et surhaussé en 1909. Le clocher à bulbe a été reconstruit en flèche dans les années 1960.
- La chapelle de Holbach,  dédiée à Notre-Dame de la Merci (Notre-Dame-du-Rachat-des-Prisonniers), fut (re)construite vers 1751, détruite et reconstruite en 1890 ; elle fut démolie à la suite de la guerre de 1940/1941. L'actuelle chapelle a été rebâtie en 1963 sur les plans de l'architecte Haumaret de Forbach[24].

### Personnalité liée à la commune
- Jean-Marie Pelt, personnalité universitaire et politique lorraine, est issu d’une lignée originaire des Pays-Bas, avec une souche établie autrefois à Lachambre, où ses ancêtres étaient laboureurs[25].

### Héraldique
| Blason de Lachambre | Blason  | D'argent au frêne de sinople mouvant de la pointe; chapé d'azur chargé de deux fleurs de lis d'or. |
| Blason de Lachambre | Détails | Le statut officiel du blason reste à déterminer.                                                   |

## Pour approfondir